# توماژ کولاویک
توماژ کولاویک (انگلیسی: Tomasz Kulawik؛ زادهٔ ۴ مهٔ ۱۹۶۹) بازیکن فوتبال اهل لهستان است.
از باشگاه‌هایی که در آن بازی کرده‌است می‌توان به باشگاه فوتبال روخ خوژوف و باشگاه فوتبال ویسوا کراکوف اشاره کرد.
وی همچنین در تیم ملی فوتبال لهستان بازی کرده‌است.